# David Lalrinmuana
David Lalrinmuana (* 9. November 1992) ist ein indischer Fußballspieler, der vor allem als Mittelfeldspieler zum Einsatz kommt. Er steht derzeit beim Club Aizawl FC aus dem Bundesstaat Mizoram unter Vertrag.

## Karriere
David Lalrinmuana trat 2006 in die Fußballakademie von Mohun Bagan AC, eines westbengalischen Vereins aus Kalkutta ein, nachdem er bereits für die Regionalauswahl Mizorams im sogenannten „Subroto Cup“ gespielt hatte. Als das U-15-Team des auch „Mariners“ genannten Mohun Bagan AC in dem interkontinentalen Nachwuchswettbewerb „Nike Manchester United Premier Cup“ (MUPC) gegen die Akademieauswahl von Manchester United antrat, erzielte er den ersten Treffer in der Partie, bei der sich schließlich die Engländer mit 4:1 durchsetzten.
Im Jahr 2007 wechselte er zu Madras Sporting Union, einem Club aus Chennai. Dort spielte er für eine Saison im Seniorenkader für die erste Mannschaft in der Chennai Super League. Danach kehrte er nach Hause zurück und spielte von 2008 bis 2012 bei den Faria Strikers in Goa sowie in den U-16- und U-19-Teams der Regionalauswahl Mizorams bei den „Santosh Trophy“-Turnieren sowie in der U-21-Auswahl bei der 18. „Datta Ray Trophy“. In dieser Zeit war er vor allem als Stürmer im Einsatz. Mit der U-19-Auswahl gewann er 2013 die „Santosh Trophy“.
Im Jahr 2012 wechselte er erstmals zum Aizawl FC, um von dort für die Spielzeit 2012/2013 zum Oil and Natural Gas Corporation Football Club (ONGC F.C.) aus Mumbai zu wechseln. Dort wurde er aufgrund seiner Leistung als „Best Player“ ausgezeichnet. Anschließend kehrte er zum Aizawl FC zurück, mit dem er zwei Jahre später von der I-League 2nd Division als Meister in die I-League aufstieg, Indiens höchste Spielklasse neben der Indian Super League. In der Saison 2016 wurde Lalrinmuana viermal als „Held des Spiels“ ausgezeichnet.
Anschließend wechselte er für eine Spielzeit zu Mumbai City FC in die Indian Super League, um von dort für eine Spielzeit zum East Bengal Club weiterzuziehen und damit in die I-League zurückzukehren. Von dort ging es 2017 zurück zum Aizawl FC. 2019 ging er in die dritte Liga.

## Trivia
Jahar Das, Lalrinmuanas Trainer beim Aizawl FC, war bereits dessen Trainer in der Zeit in der Akademie von Mohun Bagan. Sanjoy Sen, ein anderer Trainer dieser Akademie, betreute Lalrinmuana ebenfalls in einem anderen Kontext – im U-16-Team Mizorams.

## Erfolge
- Meister I-League 2nd Division: 2015
- Bester Spieler I-League 2nd Division: 2012[3]
- Santosh Trophy: 2013[2]